# Adrian Tomine
Adrian Tomine (* 31. Mai 1974 in Sacramento, Kalifornien) ist ein US-amerikanischer Comiczeichner, der durch seine Serie Optic Nerve und seine Cover für das Magazin The New Yorker bekannt wurde. Er fertigte auch zwei Plattencover für die Band Eels.

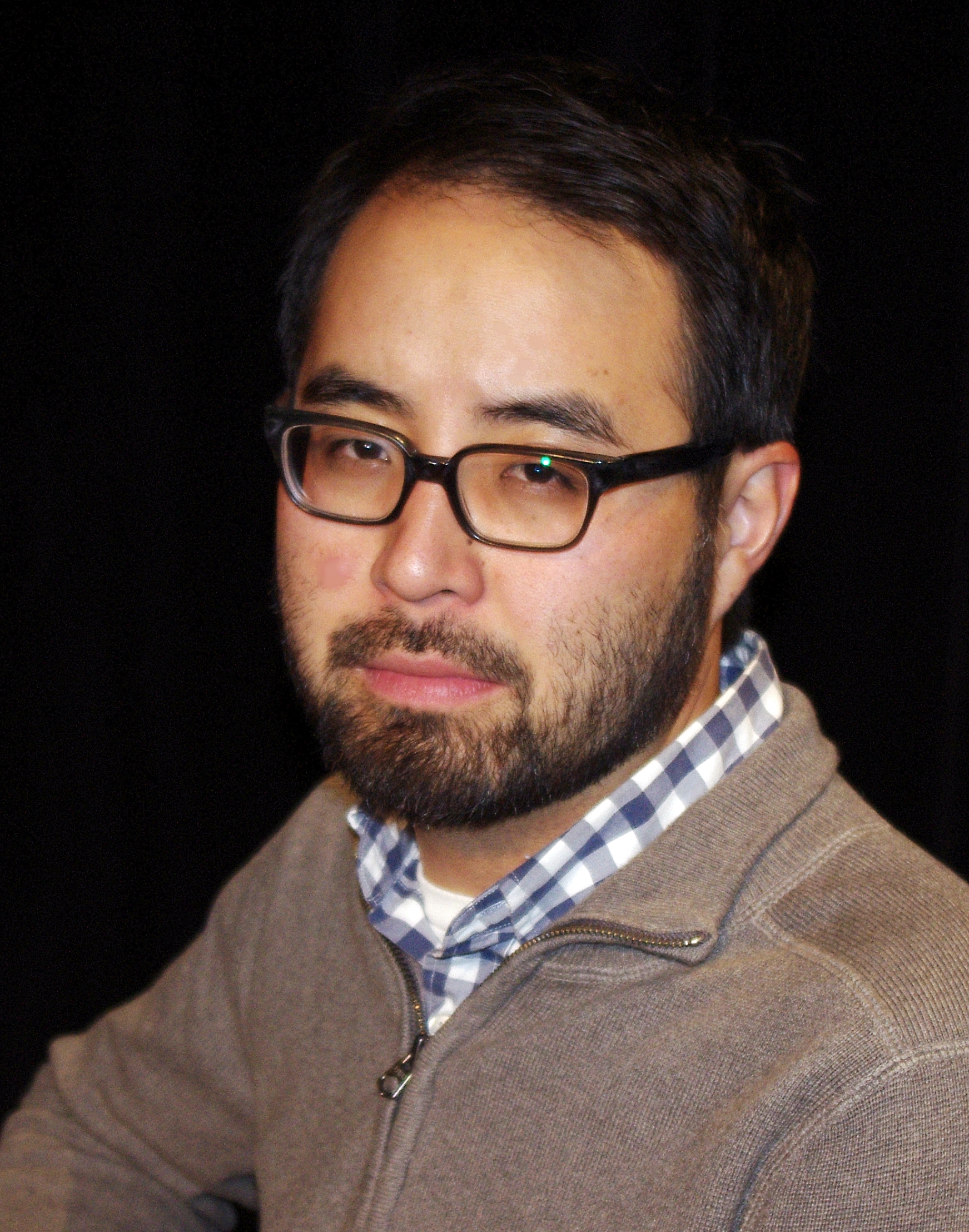
Adrian Tomine (2011)

## Leben
Adrian Tomine ist der Sohn von Chris Tomine und Satsuki Ina; er hat einen acht Jahre älteren Bruder namens Dylan. Seine Serie Optic Nerve, in der er Fiktion und autobiografische Elemente mischt, begann er 1991 mit 16 Jahren und vertrieb sie zunächst im Selbstverlag. Seit 1994 wird sie von Drawn and Quarterly herausgegeben. In den ersten acht Bänden wurden bis 2001 jeweils mehrere Kurzgeschichten zusammengefasst. Nach einer Pause, in der er ein Studium der englischen Literatur an der Universität Berkeley abschloss, arbeitet Tomine seit 2004 wieder an der Serie. Seine Werke wurden unter anderem in die französische, italienische, spanische und japanische Sprache übersetzt. Auf Deutsch sind mehrere Bände bei Reprodukt und Suhrkamp erschienen.
Im Oktober 2021 war Thomine erster Writer in Residence des Autorenprojekts Substack.
Thomine lebt mit Frau und Töchtern in Brooklyn, New York.

## Auszeichnungen
- 1996 Harvey Award in der Kategorie Best New Talent[4]
- 2007 Ignatz Award in der Kategorie Outstanding Comic für Optic Nerve #11[5]

## Werke
Bei Drawn & Quarterly
- bis 2007 Optic Nerve 1-11
- 1998 32 Stories: The Complete Optic Nerve Mini-Comics
- 1998 Sleepwalk and Other Stories
- 2002 Summer Blonde
- 2004 Scrapbook: Uncollected Work 1990–2004
- 2005 New York Sketches 2004
- 2007 Shortcomings
- 2011 Scenes from an Impending Marriage
- 2015 Killing and Dying
- 2020 The Loneliness of a Long-Distance Cartoonist

Deutsche Ausgaben*
- 1996 Echo Avenue (Zusammenstellung von Geschichten aus Optic Nerve), Berlin: Reprodukt
- 2004 Sommerblond, Berlin: Reprodukt
- 2008 Halbe Wahrheiten, Berlin: Reprodukt
- 2016 Eindringlinge, Berlin: Reprodukt
- 2016 Szenen einer drohenden Heirat: Ein voreheliches Memoir, Berlin: Suhrkamp